# Écuisses
Écuisses ist eine französische Gemeinde mit 1.624 Einwohnern (Stand: 1. Januar 2022) im Département Saône-et-Loire in der Region Bourgogne-Franche-Comté; sie gehört zum Arrondissement Autun und ist Teil des Kantons Blanzy (bis 2015: Kanton Montchanin).

## Geografie
Écuisses liegt am Canal du Centre. Umgeben wird Écuisses von den Nachbargemeinden Le Breuil im Norden und Nordwesten, Saint-Julien-sur-Dheune im Norden und Nordosten, Villeneuve-en-Montagne im Osten, Marcilly-lès-Buxy im Südosten, Saint-Laurent-d’Andenay im Süden, Montchanin im Westen und Südwesten sowie Torcy im Westen und Nordwesten.

## Verkehr
Durch die Gemeinde führt die Route nationale 80. Auf dem Gemeindegebiet liegt außerdem der Bahnhof Le Creusot TGV an der Schnellfahrstrecke LGV Sud-Est.

## Bevölkerungsentwicklung
| Jahr                      | 1936 | 1954 | 1962 | 1968 | 1975 | 1982 | 1990 | 1999 | 2006 | 2012 | 2019 |
| Einwohner                 | 2207 | 2059 | 2216 | 1985 | 1816 | 1676 | 1764 | 1673 | 1682 | 1699 | 1580 |
| Quelle: Cassini und INSEE |      |      |      |      |      |      |      |      |      |      |      |

## Sehenswürdigkeiten

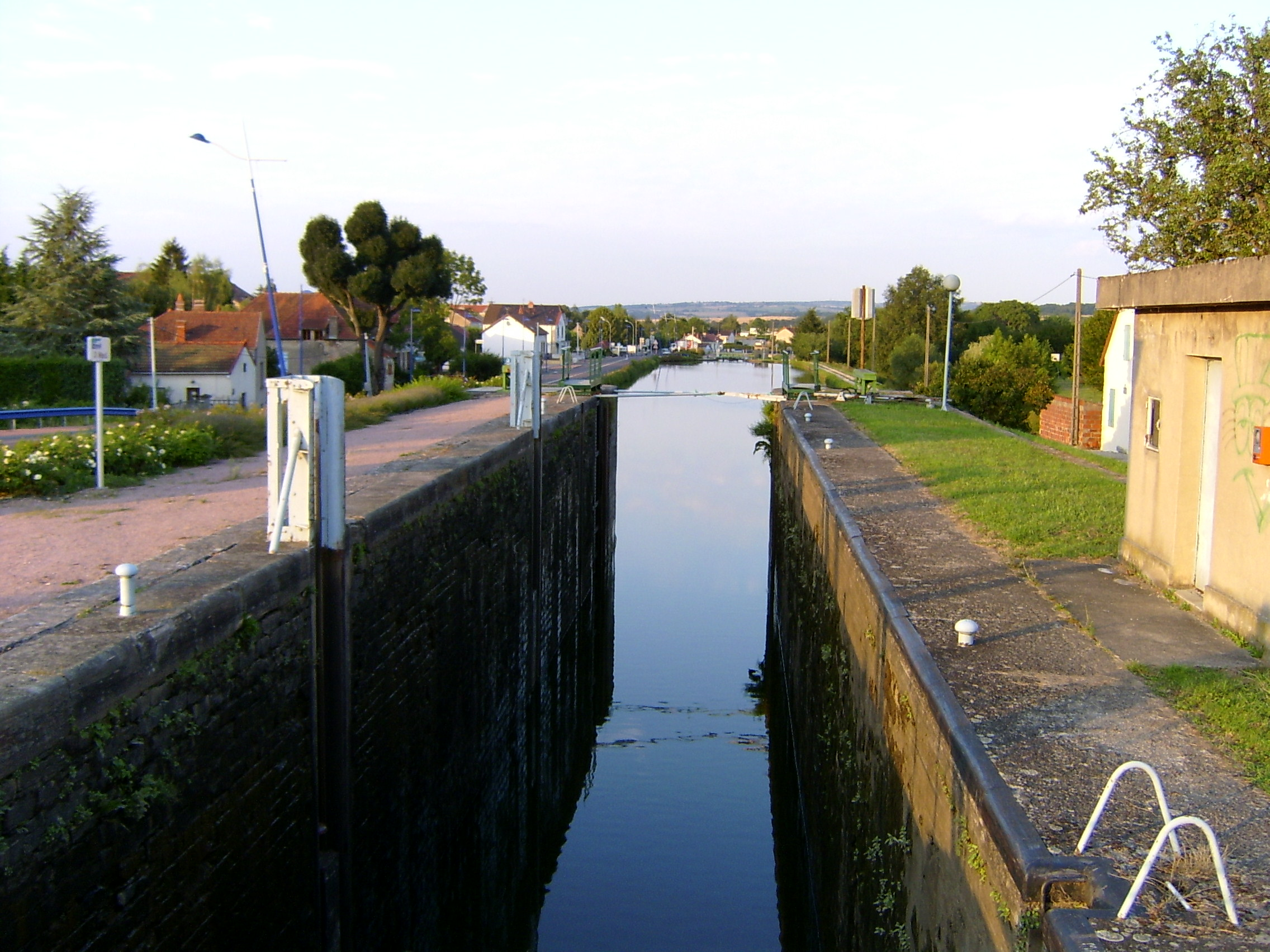
Schleuse I am Canal du Centre

- Ziegelei Perrusson, Monument historique
- Schleusen und Schleusenhäuser am Canal du Centre